# Gruchet-le-Valasse
Gruchet-le-Valasse is een gemeente in het Franse departement Seine-Maritime (regio Normandië) en telt 2682 inwoners (1999). De plaats maakt deel uit van het arrondissement Le Havre.

## Geografie
De oppervlakte van Gruchet-le-Valasse bedraagt 14,2 km², de bevolkingsdichtheid is 188,9 inwoners per km².
De onderstaande kaart toont de ligging van Gruchet-le-Valasse met de belangrijkste infrastructuur en aangrenzende gemeenten.

## Demografie
Onderstaande figuur toont het verloop van het inwonertal (bron: INSEE-tellingen).